# Saint-Germier (Tarn)
Saint-Germier (okzitanisch Sant Germièr) ist eine südfranzösische Gemeinde mit 156 Einwohnern (Stand: 1. Januar 2022) im Département Tarn in der Region Okzitanien (vor 2016 Midi-Pyrénées). Saint-Germier gehört zum Arrondissement Castres und ist Teil des Kantons Castres-2 (bis 2015 Roquecourbe). Die Einwohner werden Saint-Germiérois genannt.

## Geographie
Saint-Germier liegt im Haut-Languedoc, etwa 63 Kilometer ostnordöstlich von Toulouse und etwa acht Kilometer nördlich von Castres. Der Fluss Poulobre bildet die nördliche Gemeindegrenze. Umgeben wird Saint-Germier von den Nachbargemeinden Montfa im Norden, Saint-Jean-de-Vals im Nordosten, Roquecourbe im Osten und Südosten, Castres im Süden, Laboulbène im Westen und Südwesten sowie Montpinier im Westen. 

## Bevölkerungsentwicklung
| Jahr                      | 1962 | 1968 | 1975 | 1982 | 1990 | 1999 | 2006 | 2012 |
| Einwohner                 | 112  | 107  | 107  | 105  | 106  | 120  | 142  | 134  |
| Quelle: Cassini und INSEE |      |      |      |      |      |      |      |      |

## Sehenswürdigkeiten
- Kirche Saint-Germier, 1231 erstmals erwähnt